# Filstich–Kemény-ház
A Filstich–Kemény-ház műemlék épület Kolozsvár belvárosában, a Fő tér északkeleti oldalán (27. szám). A romániai műemlékek  jegyzékében a CJ-II-m-B-07494 sorszámon szerepel.

## Története
Eredetére vonatkozó pontos adatok nincsenek. Valószínűleg a 15. század végén, a 16. század elején épülhetett a tér északi házsorával egyidejűleg. Az első épület valószínűleg még földszintes volt, s a kapualj beboltozása után emeletessé vált. 1595-ben került a Filstich család birtokába, akik jelentősen átépítették. Ekkor épült meg az indákkal és akantuszvirágokkal díszített ajtókerete. Filstich Péter, a ház tulajdonosa a város kamaraispánja volt, az ő házában szállt meg 1607-ben Homonnai Bálint fejedelemjelölt, majd 1608-ban Bánffy Dénes. Lánya menyegzőjekor. 1666-ban itt halt meg Ébeni István, Kolozsvár főispánja, a ház akkori tulajdonosa. Az 1700-as évek első felében a ház a Wass család birtokába került. 1729-ben épült a késő reneszánsz stílusjegyeket magán viselő ajtókeret. A Wass család után a Kemény család birtokába került. A 19. század elején alakították ki mai késő barokk stílusú arculatát. Kialakításában példaképül szolgálhatott a közeli Bánffy-palota is. A 19. század végi átalakítások során eltávolították a főhomlokzat oszlopait és kicserélték az erkélymellvédet. Szintén ekkor alakították ki a már 1859-ben is üzletként használt földszinti, tér felőli helyiségek kirakatait.

## Leírása
Az emeletes, nyújtott trapéz alaprajzú, két belső udvaros lakóház főhomlokzatának kőlapokból kialakított lábazat fölötti felületét profilált, golyvázott övpárkány osztja meg és gazdagon tagolt, szintén golyvázott koronázópárkány zárja. Az így elhatárolt földszint öt, az emelet hat tengelyes. A homlokzatot lizénák tagolják. A főbejáratot két szegmentíves keret nélküli ajtó fogja közre. Az emeleti ablakok könyöklőpárkánya alatt stukkóból kialakított kagylósor húzódik. Az emelet első tengelyében egy emléktábla tanúskodik arról, hogy 1845. május 18-án ifj. Kemény Sámuel ebben a házban látta vendégül Deák Ferencet és Vörösmarty Mihályt. A harmadik tengelyben Szent Flórián domborműve látható. Az emelet negyedik tengelyében egy volutás kőkonzolokra támaszkodó, kovácsoltvas mellvédű erkély látható.